# Otto von Ahaus-Ottenstein
Otto von Ahaus-Ottenstein (* spätestens 1274; † 4. Februar 1324?), auch als Otto von Ahaus bekannt, war ein Ministeriale im Dienste des Münsterschen Fürstbischofs, Burgmann auf Burg Nienborg, Droste in Tecklenburg und Amtmann in Landegge. Mit seinem älteren Bruder Johann erbte er 1316 die Herrschaft Lohn zu gleichen Teilen. Hierdurch wurde es ihm möglich, die nach ihm benannte Burg Ottenstein in der heute gleichnamigen Ortschaft zu erbauen.

## Abstammung und Nachkommen
Otto von Ahaus-Ottenstein wurde erstmals am 3. April 1274 als Sohn Bernhards II. von Ahaus und seiner Frau Sophia von Lohn urkundlich erwähnt. Bernhard II. stand an der Spitze der Edelherren von Ahaus, deren Residenzburg am Platz des heutigen Schlosses Ahaus stand. Bernhards Frau Sophia war eine Schwester des Grafen Hermann I. von Lohn, dessen Herrschaft von der Gegend um Stadtlohn bis zum heute gelderländischen Bredevoort reichte. Aus dieser Ehe gingen neben Otto und dem schon erwähnten Johann (III.) mit Kunigunde von Ahaus (Äbtissin in St. Aegidii Münster), Jutta I. von Ahaus und einer weiteren, früh verstorbenen und namentlich nicht näher bekannten Tochter insgesamt fünf Kinder hervor.
Spätestens 1295 heiratete Otto eine Frau namens Margaretha, deren Herkunft unbekannt ist und die möglicherweise von nicht-adeligem Stand war. Aus der Ehe gingen die Töchter Sophia (Mutter der Lisa von Solms und des Heinrich von Solms sowie des Simon von Solms), Gostia und Margaretha hervor. Eine vierte Tochter Jutta ist entweder früh verstorben oder aufgrund einer Namensverwechselung mit Margaretha identisch.
Wikbold von Lohn war ein Cousin Ottos.

## Leben

### Im Dienste benachbarter Herren
Als zweitgeborener Sohn konnte sich Otto von Ahaus-Ottenstein keine großen Hoffnungen machen, an die Spitze des Hauses Ahaus zu gelangen. Tatsächlich erbte sein Bruder Johann nach dem Tod seines Vaters die Herrschaft. So trat Otto in den Dienst Ottos III. von Rietberg, der bis 1306 Bischof von Münster war. In dieser Zeit zu Beginn des 14. Jahrhunderts trat Otto mehrfach als Zeuge für den Fürstbischof auf. 1308 tat er als Droste Dienst für den Grafen von Tecklenburg. 1310 ist Otto als Burgmann auf der bischöflichen Landesburg Nienborg belegt, drei Jahre später war er bischöflicher Amtmann im emsländischen Landegge.

### Erbe der Herrschaft Lohn
Nach dem Tod des letzten Lohner Dynasten Hermann II. fiel ihm 1316 die Hälfte der Herrschaft Lohn zu. Aufgrund der Verwicklungen um die Burg Bredevoort mit dem Grafen von Geldern verkaufte er seinen Anteil an der Erbschaft noch im selben Jahr an Ludwig II., Landgraf von Hessen, der zu diesem Zeitpunkt Landesherr in Münster war. Da der chronisch klamme Fürstbischof den Kaufpreis nicht begleichen konnte, verpfändete er Otto von Ahaus-Ottenstein die Ämter Landegge und Fresenburg, die Otto später gegen die näher liegenden Ämter Horstmar, Rheine und Emsbüren eintauschte. Außerdem erhielt Otto auch das Gogericht über Wessum und Wüllen zum Lehen.

Im Wappen von Ottenstein stehen die fünf Steine für die Burg Ottenstein

### Burg Ottenstein
Schon beim Verkauf seines Anteils an der Herrschaft Lohn ließ sich Otto das Recht zusichern, im Garbrock, rund sechs Kilometer von Ahaus entfernt, eine Burg zu errichten, die er und seine Nachkommen dem Bischof zum ewigen Lehen auftragen sollten. Die nach Otto benannte Burg Ottenstein war ein Offenhaus, das der Bischof gegen alle außer die nahen Verwandten Ottos von Ahaus-Ottenstein verwenden konnte und das umgekehrt auch nicht gegen den Bischof eingesetzt werden durfte. Die Burg ist vermutlich spätestens 1320 fertiggestellt worden, denn ab da nannte sich Otto Herr von Ottenstein. In einem Zusatz zur Verkaufsurkunde von 1316 nahm Otto das Gogericht zum Gerkinglo bei Vreden vom Bischof zum Lehen.

### Letzte Lebensjahre und Tod
Otto blieb lange Zeit eng mit dem Bischof verbandelt. Seine neue Burg, die ihm übertragenen Gerichtsstühle und die Unterstützung des mächtigen Fürstbischofs boten Otto von Ahaus-Ottenstein die Chance, eine eigene kleine Herrschaft zu errichten, und dies nur wenige Kilometer westlich der Residenz seines Bruders Johann. Erst nach 1320 näherte sich Otto dem Bischof von Utrecht an, dem er 1321 einen Hof in Enschede zum Lehen auftrug, und für dessen Diözese er ein Geldgeber war.
Otto von Ahaus wurde letztmals am 23. April 1323 als lebend erwähnt. Gestorben ist er möglicherweise am 4. Februar 1324, wie eine frühere Inschrift im St.-Paulus-Dom in Münster vermuten lässt, wo er in der Nähe des Stephanusaltars an der Seite seines Cousins Wikbold von Lohn zur letzten Ruhe gebettet wurde. Seine Burg ging an Heinrich V. von Solms-Braunfels über, der um 1324/25 Ottos Tochter Sophia zur Frau nahm.